# Capsula eburnea

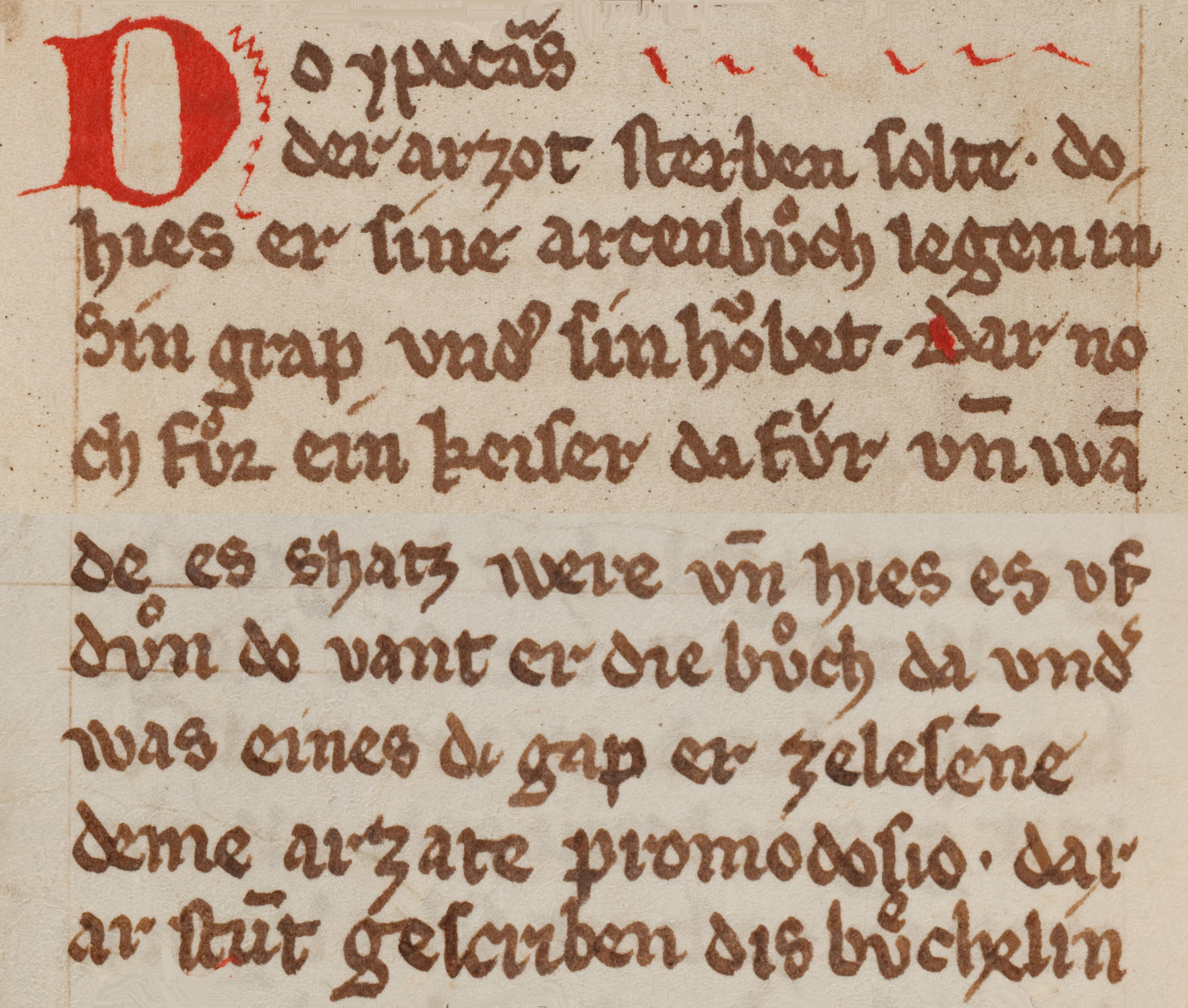
Vorwort der Capsula eburnea. Deutsch. Beginn des 14. Jh.

Die Capsula eburnea („Elfenbein-Büchse“), auch Secreta Hippocratis genannt, ist ein spätantiker Kurztraktat aus dem 4. oder 5. Jahrhundert. Er dient zur geheimen Todesprognostik anhand von Hauteffluoreszenzen. Der Name „Capsula eburnea“ leitet sich von einem Vorwort ab, das diesem Kurztraktat meist beigegeben ist. In diesem Vorwort wird behauptet, im Grab des Hippokrates oder des Demokrit habe ein römischer Kaiser eine Elfenbein-Büchse gefunden, in der dieser Kurztraktat zur geheimen Todesprognostik verwahrt war.

## Inhalt
Dem Traktat vorangestellt ist die Auffindungslegende, in der die Capsula eburnea entweder Hippokrates oder Demokrit zugeschrieben wird. Es folgen 21 bis 24 Kapitel, anatomisch „von Kopf bis Fuß“ nach dem regionalen Auftreten von Hautausschlägen gereiht. Unter Einbezug weiterer Symptome wird abschließend eine Todesprognostik aufgestellt. Als Beispiel das erste Kapitel in der Übersetzung von Manfred Ullmann:
„Wenn auf der Wange des Kranken eine Geschwulst ist, die nicht schmerzt, auch wenn man sie berührt,
und wenn seine linke Hand auf seiner Brust liegt,
so wisse, dass er innerhalb von 23 Tagen nach Beginn der Krankheit sterben wird,
insbesondere, wenn er am Anfang der Krankheit durch die Nase schnauft.“

## Quelle und Überlieferung
Als Quelle der Capsula eburnea von „Pseudo-Hippokrates“ wird ein griechischer Text vermutet. Dieser griechische Text war zunächst im byzantinischen Raum verbreitet.
Die westeuropäische Überlieferung des Traktats ist durch zwei Übersetzungsstränge geprägt:
1. Bereits im 4. oder 5. Jahrhundert wurde der griechische Text ins Lateinische übersetzt.
2. Im 12. Jahrhundert wurde in der Übersetzerschule von Toledo durch Gerhard von Cremona eine jüngere lateinische Version nach arabischen Vorlagen erstellt.

Diese jüngere lateinische Übersetzung setzte sich seit dem Hochmittelalter durch und wurde Grundlage für landessprachige Bearbeitungen.
In arabischer Sprache war die „Capsula eburnea“ weit verbreitet.
- Rhazes hat diese Schrift in ein an den Samanidenherrscher abū Şālih al-Manşūr ibn Ishāq (Almansur) gerichtetes Buch, den Liber Rasis ad Almansorem aufgenommen.[7] Auch in den Inkunabeln des Liber Rasis ad Almasorem fehlt die „Capsula eburnea“ nicht[8]:  
  - Razi. Liber Almansoris. Pachel und Scinzenzeler, Mailand 14. Februar 1481 (Klebs 826.1)
  - Razi. Liber Rasis ad almansorem. Locatellus, Venedig 7. Oktober 1497, Blatt 153r.[9]
  - Razi. Liber Almansoris. Hamman, Venedig 19. Februar 1500	(Klebs 826.3)
- Avicenna hat über die „Capsula eburnea“ ein Rağazgedicht verfasst.[10]
- Maimonides hat die „Capsula eburnea“ in seine Schrift „Aphorismi“ aufgenommen. Auch in den Inkunabeln diese Werkes ist sie enthalten.[11][12]
  - Maimonides: Aphorismi. F. Benedictis für B. Hectoris, Bologna 29. Mai 1489 (Klebs 644.1)
  - Maimonides: Aphorismi. Hamman, Venedig 10. Januar 1500, Blatt  41v[13]

Die hebräische Übersetzung der „Capsula eburnea“ fußt auf der in griechischer Sprache überlieferten Urfassung.
In zwei Manuskripten aus dem deutschen Sprachraum konnte die isolierte Auffindungslegende der „Capsula eburnea“ nachgewiesen werden. Hier diente die Auffindungslegende als Vorsatz zur Anpreisung eines anderen Textes medizinischen Inhalts:
- Im Bamberger Arzneibuch aus dem 12. Jahrhundert als anpreisender Vorsatz zum Arzenîbuoch Ipocratis.[15]
- In der „Basler Liederhandschrift“, einem Manuskript des 13. bis 14. Jahrhunderts.[16]

In dem um 1280 entstandenen Arzneibuch Ortolfs von Baierland war eine Bearbeitung der „Capsula eburnea“ enthalten, die nach der im 12. Jahrhundert durch Gerhard von Cremona nach arabischen Quellen erstellten lateinischen Übersetzung verfasst war.
- Beispiel für die „Capsula eburnea“ in Manuskripten des Ortolfschen Arzneibuchs: 
  - Benediktinerstift Admont Cod. 329, Anfang 15. Jahrhundert, Blatt 56ra–56vb: Von dem zaichen des todeß[19]
- Beispiele für die „Capsula eburnea“ in Inkunabeln des Ortolfschen Arzneibuchs: 
  - Günther Zainer, Augsburg ca. 1477/78, Blatt 17: Von des todes zeychen an den siechen menschen[20]
  - Anton Koberger, Nürnberg 17.03.14, Blatt 15: Von des todes zaichen an den siechen menschen[21]
  - Anton Sorg, Augsburg 11.08.1479, Blatt 17: Von des todes zeichen an den siechen menschen[22]
  - Anton Sorg, Augsburg 18.03.1482, Blatt 12: Von des todes zeichen an den siechen menschen[23]
  - Bartholomäus Ghotan, Lübeck 1484, Blatt 27: Van den tekenen des dodes an den mynschen[24]
  - Anton Sorg, Augsburg 09.06.1488, Blatt 33: Von des tods zaichen am siechen menschen[25]
  - Schobsser, Augsburg 1490

Eine althochdeutsche Übersetzung veröffentlichte 1916 Friedrich Wilhelm.